# 美山町 (岐阜県)

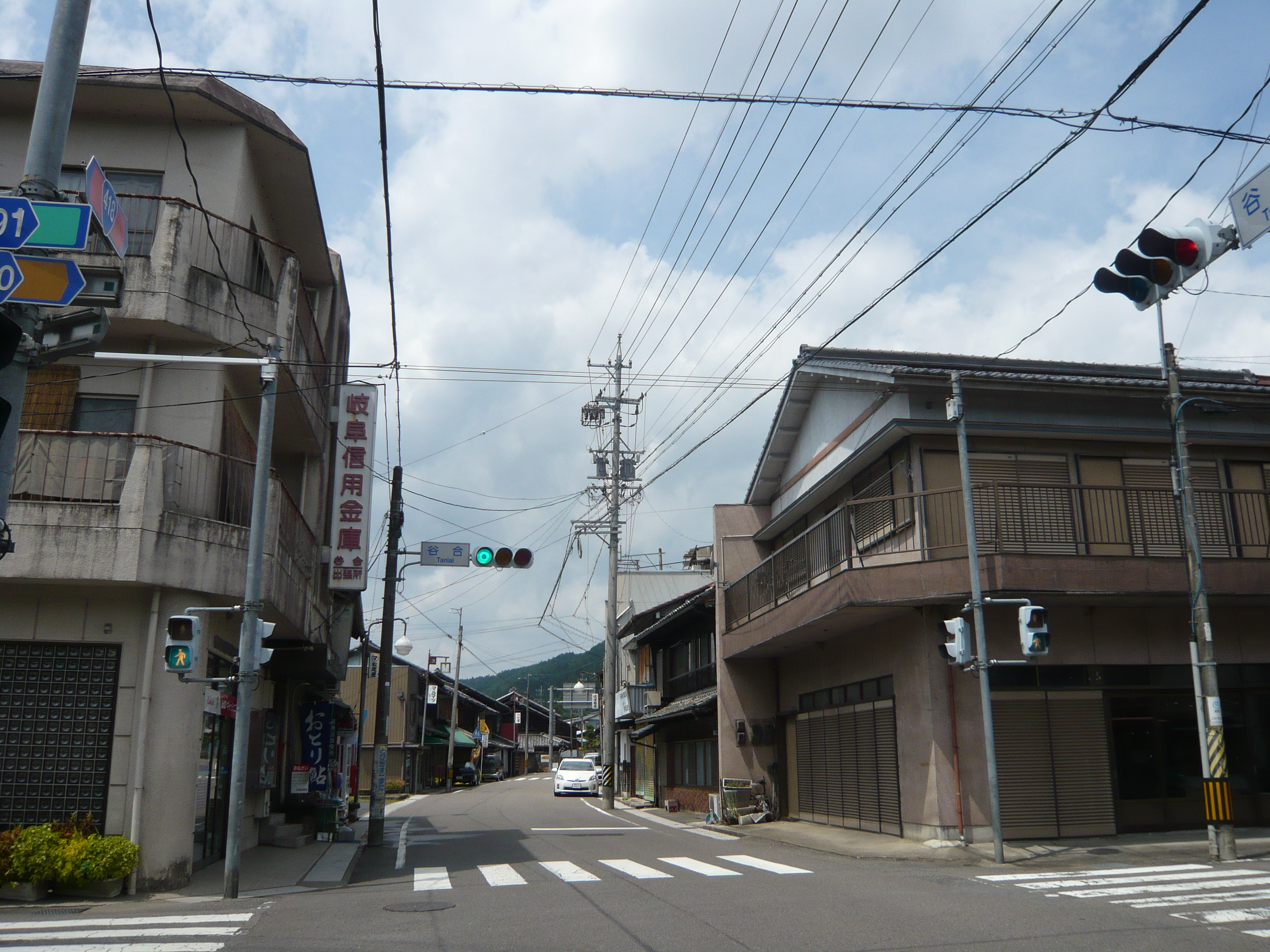
山県市谷合。旧美山町中心部

美山町（みやまちょう）は、かつて岐阜県山県郡にあった町。2003年（平成15年）4月1日に山県郡の高富町・伊自良村と合併して山県市が発足し、美山町は廃止された。
戦前に名古屋市から疎開した同町出身者によって、水栓バルブ工業が興され、一時は全国生産額の５０%を越える産業に発展し現在に至っている。
町名は合併時一般公募され、最終的に美山と美和から選ばれたもの。

## 地理
- 山：舟伏山
- 河川：武儀川、神崎川、円原川、柿野川

### 隣接していた自治体
- 山県郡 高富町、伊自良村
- 武儀郡 洞戸村、板取村、武芸川町
- 本巣郡 根尾村、本巣町

## 歴史
- 1955年（昭和30年）4月1日 - 昭和の大合併で山県郡富波村・谷合村・葛原村・北山村・北武芸村・西武芸村と武儀郡乾村が合併し美山村が発足する。
- 1964年（昭和39年）4月1日 - 町制を施行して美山町となる。
- 2003年（平成15年）4月1日 - 高富町・伊自良村と合併し山県市が発足。同日美山町廃止。

## 教育

### 小学校
- 美山町立西武芸小学校
- 美山町立いわ桜小学校
- 美山町立富波小学校
- 美山町立乾小学校

### 中学校
- 美山町立美山北中学校
- 美山町立美山南中学校

美山北中学校と美山南中学校は、山県市発足と同時に統合され、山県市立美山中学校となった。

### 高等学校
- 岐阜県立山県高等学校

### 2003年以前に廃校となった小中学校
- 美山町立北山北小学校（1971年休校、1980年廃校）
- 美山町立北山小学校（1997年廃校）
  - 美山町立北山小学校伊往戸分校（1981年廃校）
- 美山町立仲越小学校（1986年廃校）
- 美山町立柿野小学校（1997年廃校）
  - 美山町立柿野小学校西洞分校（1970年廃校）
- 美山町立葛原小学校（2000年廃校）
  - 美山村立葛原小学校百瀬分校（1964年廃校）
  - 美山町立葛原小学校草木分校（1965年廃校）
- 美山町立北武芸小学校（2000年廃校）
  - 美山町立北武芸小学校椿分校（1971年廃校）
- 美山町立谷合小学校（2000年廃校）
- 美山村立葛原中学校（1962年廃校）
- 美山村立谷合中学校（1962年廃校）
- 美山村立北武芸中学校（1962年廃校）
- 美山村立北山中学校（1964年廃校）
- 美山町立乾中学校（1966年廃校）
  - 美山町立乾中学校柿野洞冬季分校（1966年廃校）
- 美山町立富波中学校（1966年廃校）
- 美山町立西武芸中学校（1966年廃校）
- 美山町立仲越中学校（1979年廃校）

## 交通
町内に鉄道路線はなかった。

### バス
- 岐阜バス板取線（JR岐阜駅 - 名鉄岐阜 - 板取門原）
- 岐阜バス岐北線（JR岐阜駅 - 名鉄岐阜 - 谷合）

### 道路
町内に高速道路はなかった。
一般国道
- 国道256号
- 国道418号

主要地方道
- 岐阜県道91号岐阜美山線

一般県道
- 岐阜県道182号美山洞戸線
- 岐阜県道196号柿野谷合線
- 岐阜県道200号神崎高富線

## 娯楽
- 美山劇場 - 映画館
- 玉豊座 - 映画館

## 名所・旧跡・観光スポット・祭事・催事

### 名所・旧跡
- 桂水
- ごろごろの滝
- 瀬見峡
- 美山平和観音
- 九合洞窟
- 三光寺
- 明智光秀公の墓
- 行徳岩
- 天鷹神社

### 祭事・催事
- 美山町ふるさと祭り
- 谷合みこし祭り
- 柿野祭り
- 百瀬ホタル祭り
- みやま川祭り
毎年8月最終土曜に西武芸橋近辺で開催される。西武芸保育園の園児・美山地区の全小中学校・山県高校の生徒の作品と一般のサークル・個人の作品、合わせて約1,000個の燈籠が武儀川の川面や西武芸橋とその周辺に飾られ、幽玄な雰囲気をかもし出す。また、周辺には夜店も並び、踊り、太鼓演奏等のイベントも行われる。前日夜には前夜祭も行われ、静かな雰囲気の中で燈籠を楽しむことができる。
- 万巻心経

## 出身有名人
- 大野伴睦（政治家、第42・43代衆議院議長）
- 大野つや子（大野伴睦の嫁、大野明の妻、参議院議員、出生地は東京都）